# رودني (مصارع محترف)
رودني (بالإنجليزية: Rodney Leinhardt)‏ هو مصارع محترف أمريكي، ولد في 1971 في غرينيتش في الولايات المتحدة.

## وصلات خارجية
- رودني على موقع IMDb (الإنجليزية)